# 뷔딩겐

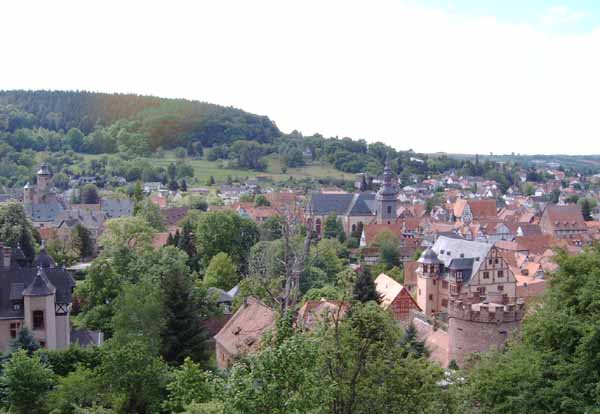
뷔딩겐 구 시가지

뷔딩겐(독일어: Büdingen)은 독일 헤센주에 위치한 도시로 면적은 122.87km2, 높이는 134m, 인구는 21,902명(2016년 12월 31일 기준), 인구 밀도는 180명/km2이다.
포겔스베르크산맥 기슭의 160m 지점, 베테라우(Wetterau) 남부 지방에 위치하며 겔른하우젠에서 북서쪽으로 약 15km, 프랑크푸르트암마인에서 동쪽으로 약 40km 정도 떨어진 곳에 위치한다. 중세 시대에 건립된 방벽, 목골조 가옥으로 유명한 도시이다.
도시가 습지, 늪 지대에 위치한 계곡과 접하고 있기 때문에 이 곳에 위치한 성곽과 구 시가지는 수백년 동안 너도밤나무 기둥을 세우고 참나무 널빤지를 두른 지반 위에 건립되었다. 지하수가 항상 높은 곳에 있기 때문에 이 곳에 위치한 지하 구조물은 공기와 만나지 않는다.

시 문장